# Шульгин, Никанор Михайлович
Никанор Михайлович Шульгин — городовой дьяк, правитель Казани в Смутное время (1611—1613).

## Биография
Происходил из Лухского уезда (ныне — Ивановская область), из незнатного дворянского рода (детей боярских) Шульгиных.
В 1606 году Н. М. Шульгин был назначен первым дьяком в Казани. Его заместителем стал второй дьяк Степан Яковлевич Дичков.
В 1610 году в Казань пришли известия о том, что польско-литовские войска заняли Москву. Дьяк Н. Шульгин с большей частью казанцев решил не подчиняться полякам и решил принести присягу на верность Лжедмитрию II, который незадолго перед этим был убит в Калуге. Казанский воевода, боярин Богдан Яковлевич Бельский, убеждал горожан не присягать самозванцу, а признать законным царем того кандидата, который будет избран в Москве. В марте 1611 года казанцы, подстрекаемые дьяком Н. Шульгиным, схватили и умертвили воеводу Б. Бельского.
С весны 1611 года дьяк Никанор Шульгин стал фактическим правителем Казанского края. В его подчинением входили Казанский и Свияжский уезды. Правой рукой дьяка-правителя являлся посадский староста Федор Оботуров.
В декабре 1611 года руководство Второго ополчения отправило из Нижнего Новгорода в Казань дворянина Ивана Ивановича Биркина, который должен был убедить жителей принять участие в изгнании польско-литовских интервентов с территории Русского государства. И.Биркин убедил Н. Шульгина и казанцев присоединиться ко Второму земскому ополчению и оказать военную помощь.
В 1612 году казанская рать под командованием И. И. Биркина прибыла в Ярославль, где соединилась с главными силами ополчения. Однако в Ярославле между лидерами Совета всея земли и И. Биркиным произошел конфликт.
По приказу Никанора Шульгина казанская рать вернулась из Ярославля домой. Казанские ратники «приидоша до Ярославля и назад поидоша, никакие помощи не учиниша, лише многую пакость земле содеяша». Только небольшая часть войска осталась в Ярославле и сохранила верность ополчению (20 татарских мурз, 30 русских дворян и 100 казанских стрельцов).
В октябре 1612 года войска второго ополчения заняли Москву и изгнали оттуда польско-литовский гарнизон. В феврале 1613 года Земский собор в Москве избрал новым царем Михаила Фёдоровича Романова. Однако казанский правитель Никанор Шульгин отказался признавать нового царя и приносить ему присягу на верность. В конце 1612 года по возвращении домой были арестованы казанцы, оставшиеся в Ярославле и участвовавшие в боях за Москву. Стрелецкие головы Лукьян Мясников и Постник Неелов были заключены в темницу.
Никанор Шульгин стремился подчинить своей власти близлежащие районы. В декабре 1612 года он отправил своих гонцов в Вятку, потребовав от местных жителей принести присягу Казанскому государству. Однако вятчане отказались исполнять требование Шульгина. Дьяк отправил в Хлынов отряд из 500 стрельцов во главе с Н. Онучиным, который заставил вятчан подчиниться Казани.
В конце 1612 — начале 1613 года Никанор Шульгин организовал поход на Рязанскую землю, против казацких отрядов атамана Ивана Заруцкого. Передовой казанский отряд (4600 чел.) под командованием головы Ивана Чиркина и князя Аклыча Тугушева выступил из Свияжска и помог рязанскому воеводе Мирону Вельяминову отбить Ивана Заруцкого от Серебряных Прудов. Зимой 1613 года Н. Шульгин во главе большой казанской рати, куда входили русские дворяне и стрельцы, татарские мурзы, чуваши, марийцы, удмурты и «всего Казанского государства всякие ратные люди», выступил в поход против Ивана Заруцкого. В Курмыше Н. Шульгин отстранил от власти воеводу С. Елагина и назначил на его место С. Осипова. Затем казанская рать пришла в Арзамас, где находилась около двух месяцев. В Казани во главе земской администрации оставались второй дьяк Степан Дичков и староста Федор Оботуров.
Во время нахождения в Арзамасе, к Н. Шульгину прибыла делегация из Москвы с сообщением, что на царский престол был избран Михаил Фёдорович Романов. В марте 1613 года казанские ратники принесли присягу на верность новому царю. Шульгин, как говорит Новый летописец, «хотя по-прежнему воровати, не нача крест целовати; тако ж и ратным людям не повеле креста целовати, а говорил посланникам, что без казанского совету креста целовати не хощет».
В марте 1613 года из Арзамаса Н. Шульгин с войском отправился в Казань. В это время в самом городе второй дьяк Степан Дичков перешел на сторону царского правительства и отказался подчиняться Н. Шульгину. Приверженцы Шульгина во главе с Ф. Оботуровым были заключены в темницы, а его противники и вятские пленники освобождены. Под Свияжском казанские представители встретили Шульгина и заявили ему, что Казань присягнула на верность новому царю, а ему туда ехать не зачем. Никанор Шульгин был арестован и заключен в Свияжске, затем его доставили в Москву.
В августе 1618 года царь Михаил Фёдорович приказал арестованного дьяка Никанора Шульгина отправить из Москвы в ссылку в Сибирь. Н. Шульгин был доставлен в Тобольск и заключен в тюрьму. В августе 1619 года по царскому указу Никанор Шульгин был освобожден из заключения и принят на службу в Тобольске. Его сыновья, дети боярские Иван и Яков Шульгины, были переведены из Тюмени и Туринска в Тобольск, где также поступили на службу.